# Madame de Mortsauf
Madame de Mortsauf, comtesse Blanche-Henriette de Mortsauf, née de Lenoncourt, au château de Givry, est un personnage de  La Comédie humaine d'Honoré de Balzac. Héroïne tragique à la vie brève (1785-1820) et émouvante, elle cumule les qualités de droiture et de dévouement qui font défaut à son contraire symétrique : Lady Dudley. On l'a comparée aux héroïnes de La Princesse de Clèves ou à La Nouvelle Héloïse.

## Biographie de fiction
Après une enfance malheureuse, elle a été adoptée et entourée d'affection par sa tante, la duchesse de Verneuil. Elle apparaît principalement dans le roman Le Lys dans la vallée. Elle est considérée comme une icône balzacienne de la pureté et du dévouement. 
Ce personnage apparaît dans ce seul roman, mais est cité dans d'autres romans de Balzac par le personnage Félix de Vandenesse.
Son confesseur est l'abbé François Birotteau qui est aussi le vicaire de la cathédrale Saint-Gatien de Tours dans Le Curé de Tours.
Blanche-Henriette est totalement dévouée à un vieux mari, ex-émigré, aigri, hypocondriaque, et à ses deux enfants de santé fragile. Elle s'éprend d'un jeune homme d'une vingtaine d'années, Félix de Vandenesse, dont elle construit la carrière. Mais elle reste chaste et comme Félix ne peut résister aux séductions physiques de Lady Dudley ; elle en mourra de chagrin.